# Rio Vista (Texas)
Pour les articles homonymes, voir Rio Vista.
Rio Vista est une ville située au sud du comté de Johnson, au Texas, aux États-Unis,. La ville est incorporée au milieu des années 1950.

## Démographie
Lors du recensement de 2010, la ville comptait une population de 873 habitants. Elle est estimée, en 2016, à 944 habitants.

### Source de la traduction
- (en) Cet article est partiellement ou en totalité issu de l’article de Wikipédia en anglais intitulé « Rio Vista, Texas » (voir la liste des auteurs).